# Souliko

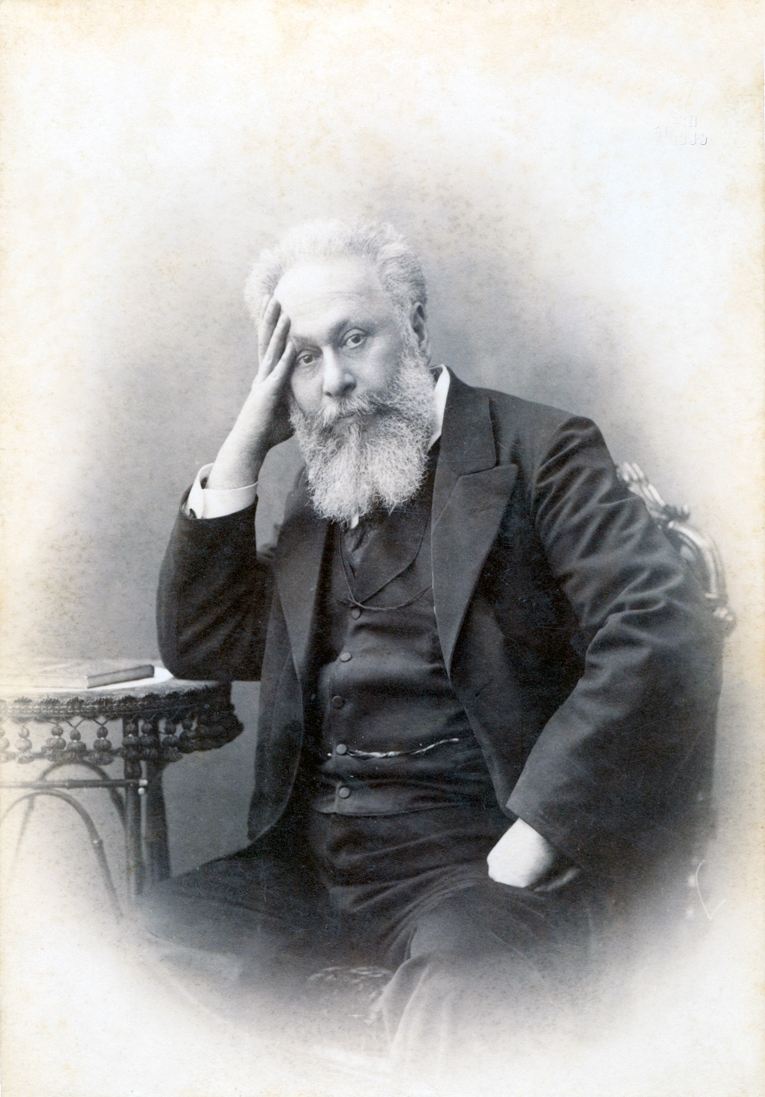
Akaki Tsereteli

Souliko (en géorgien : სულიკო) est le titre d'un poème d'amour écrit en 1895 par Akaki Tsereteli, mis en musique par Varenka (Barbara) Tsereteli et considéré comme une chanson traditionnelle géorgienne. Souliko est à l'origine un prénom géorgien, masculin ou féminin, signifiant « âme ».
Cette chanson passait fréquemment à la radio lorsque Joseph Staline était au pouvoir en Union soviétique car elle était connue pour être sa chanson favorite. Elle a été traduite et interprétée dans de nombreuses langues, dont le français, le russe, l'ukrainien, l'anglais, l'allemand, le polonais, le roumain et le chinois.
Écrite à la première personne, la chanson parle d'un homme en quête de la tombe de sa bien-aimée Souliko et qui finit par trouver l'âme de sa bien-aimée dans la nature, en l’occurrence une rose, un rossignol et une étoile.

## Texte original en géorgien
სულიკო
საყვარლის საფლავს ვეძებდი,
ვერ ვნახე!.. დაკარგულიყო!..
გულამოსკვნილი ვჩიოდი:
„სადა ხარ, ჩემო სულიკო?!“
ეკალში ვარდი შევნიშნე,
ობლად რომ ამოსულიყო,
გულის ფანცქალით ვკითხავდი:
„შენ ხომ არა ხარ სულიკო?!“
ნიშნად თანხმობის კოკობი
შეირხა... თავი დახარა,
ცვარ-მარგალიტი ციური
დაბლა ცრემლებად დაჰყარა.
სულგანაბული ბულბული
ფოთლებში მიმალულიყო,
მივეხმატკბილე ჩიტუნას:
„შენ ხომ არა ხარ სულიკო?!“
შეიფრთქიალა მგოსანმა,
ყვავილს ნისკარტი შეახო,
ჩაიკვნეს-ჩაიჭიკჭიკა,
თითქოს სთქვა: „დიახ, დიახო!“
დაგვქათქათებდა ვარსკვლავი,
სხივები გადმოსულიყო,
მას შევეკითხე შეფრქვევით:
„შენ ხომ არა ხარ სულიყო?!“
დასტური მომცა ციმციმით,
სხივები გადმომაყარა
და იმ დროს ყურში ჩურჩულით
ნიავმაც ასე მახარა:
„ეგ არის, რასაც ეძებდი,
მორჩი და მოისვენეო!
დღე დაიღამე აწ ტკბილად
და ღამე გაითენეო!
„სამად შექმნილა ის ერთი:
ვარსკვლავად, ბულბულ, ვარდადო,
თქვენ ერთანეთი რადგანაც
ამ ქვეყნად შეგიყვარდათო“.
მენიშნა!.. აღარ დავეძებ
საყვარლის კუბო-სამარეს,
აღარც შევჩვი ქვეყანას,
აღარ ვღვრი ცრემლებს მდუღარეს!
ბულბულს ყურს ვუგდებ, ვარდს ვყნოსავ,
ვარსკვლავს შევყურებ ლხენითა
და, რასაცა ვგრძნობ მე იმ დროს,
ვერ გამომითქვამს ენითა!
ისევ გამეხსნა სიცოცხლე,
დღემდე რომ მწარედ კრულ იყო,
ახლა კი ვიცი, სადაც ხარ:
სამგან გაქვს ბინა, სულიკო!

## Traduction en russe
СУЛИКО
Я искал могилу средь могил,
В сердце боль запрятав глубоко.
Я страдал, я звал, я слезы лил.
Где же ты, родная Сулико?
Роза расцвела среди полей,
Лепестки раскинув широко,
С болью в сердце подошел я к ней
И спросил: «Не ты ли Сулико?»
И цветок невиданной красы
В знак согласья голову склонил
И, как слезы, капельки росы
На траву густую обронил.
Соловей защелкал надо мной,
Рассыпая трели далеко.
Потрясенный песней неземной,
Я спросил: «Не ты ли Сулико?»
И вспорхнула, рассекая мрак,
Птица — собеседница моя.
И защебетала звонко — так,
Словно отвечала: «Это — я!»
Смолкла птица, и зажглась тогда
Звездочка на небе высоко.
Я воскликнул: «О моя звезда,
Дай ответ, не ты ли Сулико?»
Стоя на земле, я видеть мог,
Как звезда кивнула в вышине,
И теплом пахнувший ветерок
Радостно шепнул на ухо мне:
«Вот она — услышь, взгляни, вдохни,
Это то, что ты искал, любя!
Пусть теперь текут без горя дни,
Солнце пусть сияет для тебя.
Став цветком, и птицей, и звездой,
Пред тобой она возникла вновь.
Ты ее любил, она с тобой,
И не может умереть любовь!»
Больше не ищу могилы я
И не проливаю горьких слез,
Видя звезды, слыша соловья
И вдыхая нежный запах роз.
Снова мир приветлив и хорош,
Я нашел тебя, и мне легко.
Это ты мерцаешь, и поешь,
И благоухаешь, Сулико!

## Traduction en français
Souliko
Je cherchais une tombe parmi les tombes,
La douleur dans mon cœur est profondément cachée.
J'ai souffert, j'ai appelé, j'ai pleuré.
Où es-tu, ma chère Souliko ?
La rose a fleuri au milieu des champs,
Les pétales sont largement étalés,
Je suis venu vers elle avec une douleur au cœur
Et j'ai demandé : « Est-ce toi, Souliko ? »
Et la fleur d'une beauté sans précédent
En signe d'accord, a acquiescé
Et, comme des larmes, des gouttes de rosée
Sont tombées sur l'herbe épaisse.
Un rossignol est venu voler autour de moi,
En lançant des trilles au loin.
Bouleversé par ce chant surnaturel,
J'ai demandé : « Est-ce toi, Souliko ? »
Battant des ailes, fendant l'obscurité,
L'oiseau et moi discutons.
Et ça pépie, ça pépie, ça pépie,
C'est comme s'il répondait : « C'est moi ! »
L'oiseau s'est tu, et alors s'est allumée
Une étoile lointaine dans le ciel
Je me suis exclamé : « Oh, mon étoile,
Donne-moi une réponse, n'es-tu pas Souliko ? »
Debout sur le sol, je pouvais voir,
Comme l'étoile fit un signe de tête,
Et la brise tiède et odorante
me chuchotait joyeusement à l'oreille :
"La voilà - écoute, regarde, respire,
C'est ce que tu cherchais, l'amour !
Que les jours s'écoulent sans peine maintenant,
Que le soleil brille pour toi.
Devenue une fleur, un oiseau et une étoile,
Elle est réapparue pour toi
Tu l'as aimée, elle est avec toi,
Et l'amour ne peut pas mourir !
Je ne cherche plus de tombes
Et je ne verse pas de larmes amères,
En voyant les étoiles, en écoutant le rossignol
Et en respirant la délicate odeur des roses.
Le monde est redevenu amical et bon,
Je t'ai trouvée et suis soulagé
C'est toi qui scintilles, qui chantes,
Et qui exhales, Souliko !

## Interprétations
- La chanson (en russe) figure sur le disque de la chanteuse Svetlana de Loutchek intitulé Chansons russes (Ocora Radio-France, 1998)[2].
- Elle faisait partie du programme d'Ivan Rebroff[3] qui en a enregistré sa première interprétation en 1968 [4].
- Nino Popiashvili, "Suliko in World Languages" (in georgian and English Languages), Tbilisi State University, 2018
- Nino Popiashvili, German Translations of “Suliko”, Tbilisi State University, 2021 in: https://dspace.tsu.ge/xmlui/handle/123456789/778
- Nino Popiashvili (in Georgian Language) https://1tv.ge/video/suliko-msoflios-khalkhta-enebze/